# Kramolin Cove
Die Kramolin Cove (englisch; bulgarisch залив Крамолин saliw Kramolin) ist eine 1,92 km breite und 700 m lange Bucht an der Südwestküste von Greenwich Island im Archipel der Südlichen Shetlandinseln. Sie liegt zwischen dem Yovkov Point im Nordwesten und dem Kaspichan Point im Südosten. Freigelegt wurde sie durch den Rückzug des in sie mündenden Murgasch-Gletschers zum Ende des 20. und zu Beginn des 21. Jahrhunderts.
Bulgarische Wissenschaftler kartierten sie 2009. Die bulgarische Kommission für Antarktische Geographische Namen benannte sie 2010 nach Ortschaft Kramolin im Norden Bulgariens.